# 阿方斯·伊热兰
阿方斯·伊热兰（法語：Alphonse Higelin，1897年4月26日—1981年6月21日），法国男子竞技体操运动员。他曾获得1920年夏季奥运会男子团体全能铜牌、1924年夏季奥运会男子团体全能银牌和男子单杠铜牌。